# José Alcoverro
José Alcoverro y Amorós (Tivenys, 1835-Madrid, 9 de diciembre de 1908) fue un escultor español afincado en Madrid, donde realizó la mayor parte de su obra.

## Biografía
Formado en la Escuela Superior de Pintura y Escultura y en el taller del escultor valenciano José Piquer Duart, en Madrid.
Realizó numerosas exposiciones en Madrid, obteniendo medallas en diversas exposiciones Nacionales de Bellas Artes,consiguió la Segunda Medalla en la Exposición Universal de París de 1889 y la Medalla Única en la Exposición Mundial Colombina de Chicago de 1893.
Es muy común el error de fijar su fecha de fallecimiento en 1910 (consta en muchas enciclopedias españolas) siendo lo correcto diciembre de 1908, un año antes que Agustín Querol. El diario ABC se hizo eco de la noticia en su edición del viernes 11 de diciembre de 1908. En Tortosa el diario El Restaurador informó de la noticia también el día 11 y la publicación quincenal regionalista La Veu de la Comarca la publicó "con gran pesar" el 15 de diciembre de 1908.

## Obras

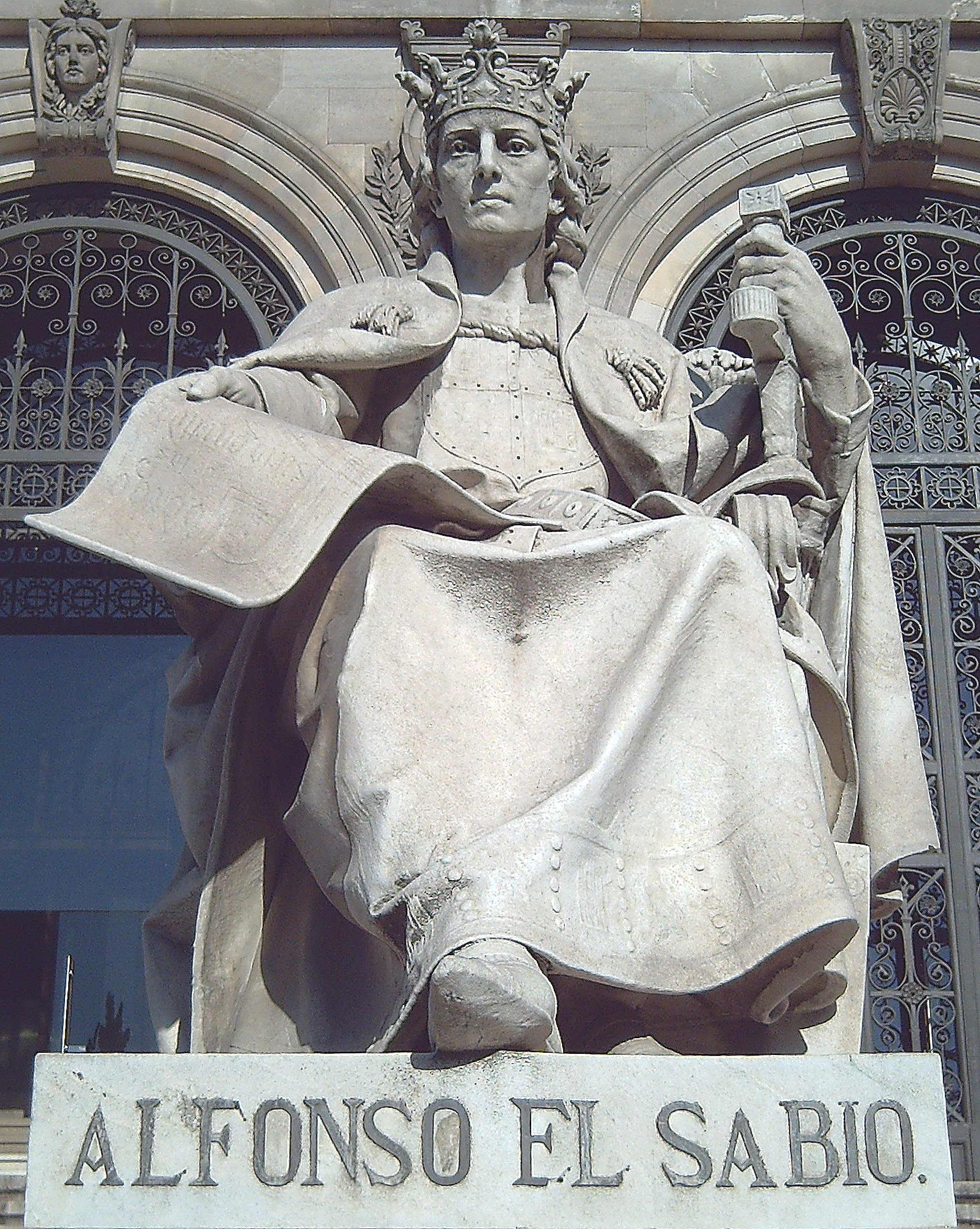
Escultura de Alfonso X el Sabio en la Biblioteca Nacional de España

- 1867 – Ismael desmayado de sed en el desierto. Real Academia de Bellas Artes de San Carlos de Valencia.
- 1871 – Busto de Rossini.
- 1884 – Jeremías. Museo de Arte Moderno de Madrid.
- 1889 – Estatua en bronce del Padre Piquer (Madrid). Inaug. en 1892.
- 1892 – Para la Biblioteca Nacional de España (Madrid):
  - Monumento a San Isidoro.
  - Monumento a Alonso Berruguete.
  - Monumento a Alfonso X el Sabio.
- 1896 – En la pelea. Museo provincial de Huelva (depósito del Museo del Prado).
- 1899 – Para la fachada del Palacio de Fomento (Madrid):
  - Cariátides: alegorías de la industria y la agricultura y las artes, en la portalada de entrada.
  - Estatua de Antonio de Ulloa.
  - Estatua de Jaime Balmes.
- 1902 – Monumento a Agustín Argüelles (Madrid)[2][3]
- 1904 – La Economía y El Cálculo para la fachada del Banco Central Hispano de Madrid.[4]
- 1907 – La Agricultura, en el Monumento a Alfonso XII de los jardines del Retiro de Madrid.